# Kráska a zvíře (film, 2017)
Kráska a zvíře (v anglickém originále Beauty and the Beast) je americký romantický muzikálový fantasy film z roku 2017. Režie se ujal Bill Condon a scénáře Stephen Chbosky a Evan Spiliotopoulos. Snímek je remakem stejnojmenného filmu z roku 1991. Hlavní role hrají Emma Watsonová a Dan Stevens a vedlejší role hrají Luke Evans, Kevin Kline, Josh Gad, Ewan McGregor, Stanley Tucci, Audra McDonald, Gugu Mbatha-Raw, Ian McKellen a Emma Thompsonová.
Natáčení probíhalo ve Sheppertonových studiích v Surrey v Anglii od 18. května 2015 do 21. srpna. Premiéra proběhla 23. února 2017 v Londýně. V České republice měl premiéru o den dříve. Film získal pozitivní recenze od kritiků a vydělal přes 1 miliardu dolarů, stal se tak nejvýdělečnějším snímkem roku 2017 a 29. nejvýdělečnějším snímkem všech dob.

## Obsazení
| Emma Watsonová   | Belle               |
| Dan Stevens      | Princ/zvíře         |
| Luke Evans       | Gaston              |
| Kevin Kline      | Maurice             |
| Josh Gad         | LeFou               |
| Ewan McGregor    | Lumière             |
| Stanley Tucci    | Maestro Cadenza     |
| Ian McKellen     | Cogsworth           |
| Emma Thompsonová | paní Konvičková     |
| Audra McDonald   | Madame de Garderobe |
| Gugu Mbatha-Raw  | Plumette            |
| Nathan Mack      | Chip                |
| Hattie Morahan   | Agáta               |
| Adrian Schiller  | Monsieur D'Arque    |
| Gerard Horan     | Monsieur Jean Potts |
| Haydn Gwynne     | Clothilde           |
| Ray Fearon       | Père Robert         |
| Sophie Reid      | Rafaëlle Cohen      |
| Zoe Rainey       | Belle matka         |
| Clive Rowe       | Cuisinier           |
| Thomas Padden    | Chapeau             |
| Henry Garrett    | král                |
| Harriet Jones    | královna            |

## Přijetí

### Tržby
Ke 14. dubnu 2017 film vydělal 438 milionů dolarů v Severní Americe a 564 milionů dolarů v ostatních oblastech, celkově tak vydělal přes 1 miliardu dolarů po celém světě. Rozpočet filmu činil 160 milionů dolarů. Za čtvrteční premiérový večer snímek vydělal 16,3 milionů dolarů. Za premiérový den poté získal 63,8 milionů dolarů a stal se tak třetím nejvýdělečnějším v měsíci březnu po Batman v Superman: Úsvit spravedlnosti (81,5 milionů dolarů) a Hunger Games (67 milionů dolarů). Za první promítací víkend snímek získal 174,8 milionů dolarů. Stal se 43. filmem, který získal přes 100 milionů dolarů za 15 dní promítání a patnáctým filmem, který získal přes 150 milionů dolarů.

### Recenze
Film získal pozitivní recenze od kritiků. Na recenzní stránce Rotten Tomatoes získal z 265 započtených recenzí 71 procent s průměrným ratingem 6,6 bodů z deseti. Na serveru Metacritic snímek získal z 47 recenzí 65 bodů ze sta. Na Česko-Slovenské filmové databázi snímek získal 81 %.

### Ocenění a nominace
| Ocenění                                       | Datum ceremoniálu  | Kategorie                                           | Nominovaný                                                                            | Výsledky          |
| --------------------------------------------- | ------------------ | --------------------------------------------------- | ------------------------------------------------------------------------------------- | ----------------- |
| Art Directors Guild Awards                    | 27. ledna 2018     | Nejlepší výprava – fantasy film                     | Kráska a zvíře                                                                        | nominace          |
| Casting Society of America                    | 18. ledna 2018     | Nejlepší casting – velkorozpočtový komediální film  | Lucy Bevan, Bernard Telsey a Tiffany Little Canfield                                  | nominace          |
| Costume Designers Guild Awards                | 20. února 2018     | Nejlepší kostýmy – fantasy film                     | Jacqueline Durran                                                                     | dosud nevyhlášeno |
| Critics' Choice Movie Awards                  | 11. ledna 2018     | Nejlepší výprava                                    | Sarah Greenwood a Katie Spencer                                                       | nominace          |
| Critics' Choice Movie Awards                  | 11. ledna 2018     | Nejlepší masky                                      | Kráska a zvíře                                                                        | nominace          |
| Critics' Choice Movie Awards                  | 11. ledna 2018     | Nejlepší píseň                                      | „Evermore“                                                                            | nominace          |
| Critics' Choice Movie Awards                  | 11. ledna 2018     | Nejlepší kostýmy                                    | Jacqueline Durran                                                                     | nominace          |
| Denver Film Critics Society                   | 15. ledna 2018     | Nejlepší filmová skladba                            | "Evermore"                                                                            | nominace          |
| Empire Awards                                 | 18. března 2018    | Nejlepší filmová herečka                            | Emma Watsonová                                                                        | dosud nevyhlášeno |
| Empire Awards                                 | 18. března 2018    | Nejlepší soundtrack                                 | Kráska a zvíře                                                                        | dosud nevyhlášeno |
| Empire Awards                                 | 18. března 2018    | Nejlepší masky                                      | Kráska a zvíře                                                                        | dosud nevyhlášeno |
| Filmová cena Britské akademie                 | 18. února 2018     | Nejlepší výprava                                    | Sarah Greenwood a Katie Spencer                                                       | nominace          |
| Filmová cena Britské akademie                 | 18. února 2018     | Nejlepší kostýmy                                    | Jacqueline Durran                                                                     | nominace          |
| Golden Trailer Awards                         | 6. června 2017     | Nejlepší trailer animovaný/rodinný film             | Kráska a zvíře                                                                        | nominace          |
| Golden Trailer Awards                         | 6. června 2017     | Nejlepší filmová hudba                              | Kráska a zvíře                                                                        | nominace          |
| Golden Trailer Awards                         | 6. června 2017     | Nejlepší televizní reklama – animovaný/rodinný film | Kráska a zvíře                                                                        | nominace          |
| Golden Trailer Awards                         | 6. června 2017     | Nejlepší televizní reklama – fantasy film           | Kráska a zvíře                                                                        | nominace          |
| Houston Film Critics Society Awards           | 6. ledna 2018      | Nejlepší filmová skladba                            | "Evermore"                                                                            | nominace          |
| Hollywood Music in Media Awards               | 16. listopadu 2017 | Nejlepší filmová skladba – animovaný film           | „How Does a Moment Last Forever“                                                      | nominace          |
| Hollywood Music in Media Awards               | 16. listopadu 2017 | Nejlepší filmová skladba – sci-fi/fantasy           | „How Does a Moment Last Forever“                                                      | vítězství         |
| Hollywood Music in Media Awards               | 16. listopadu 2017 | Nejlepší filmová skladba – sci-fi/fantasy           | „Evermore“                                                                            | nominace          |
| Hollywood Music in Media Awards               | 16. listopadu 2017 | Nejlepší soundtrack                                 | Kráska a zvíře                                                                        | nominace          |
| Hollywood Post Alliance                       | 16. listopadu 2017 | Nejlepší barvy                                      | Stefan Sonnenfeld                                                                     | nominace          |
| Hollywood Post Alliance                       | 16. listopadu 2017 | Nejlepší vizuální efekty                            | Kyle McCulloch, Glen Pratt, Richard Hoover, Dale Newton, Neil Weatherley a Framestore | nominace          |
| Chicago Film Critics Association              | 12. prosince 2017  | Nejlepší výprava                                    | Sarah Greenwood a Katie Spencer                                                       | nominace          |
| Iowa Film Critics Association                 | 9. ledna 2018      | Nejlepší filmová skladba                            | „Evermore“                                                                            | nominace          |
| Make-Up Artists and Hair Stylists Guild       | 24. února 2018     | Nejlepší účesy v periodickém filmu                  | Kráska a zvíře                                                                        | nominace          |
| MTV Movie & TV Awards 2017                    | 7. května 2017     | Film roku                                           | Kráska a zvíře                                                                        | vítězství         |
| MTV Movie & TV Awards 2017                    | 7. května 2017     | Nejlepší herecký výkon ve filmu                     | Emma Watsonová                                                                        | vítězství         |
| MTV Movie & TV Awards 2017                    | 7. května 2017     | Nejlepší polibek                                    | Emma Watson a Dan Stevens                                                             | nominace          |
| MTV Movie & TV Awards 2017                    | 7. května 2017     | Nejlepší dvojice                                    | Josh Gad and Luke Evans                                                               | nominace          |
| NAACP Image Awards                            | 15. ledna 2018     | Nejlepší herečka ve vedlejší roli                   | Audra McDonald                                                                        | nominace          |
| North Carolina Film Critics Association       | 2. ledna 2018      | Nejlepší výprava                                    | Kráska a zvíře                                                                        | nominace          |
| Oscar                                         | 4. března 2018     | Nejlepší výprava                                    | Sarah Greenwood                                                                       | nominace          |
| Oscar                                         | 4. března 2018     | Nejlepší kostýmy                                    | Jacqueline Durran                                                                     | nominace          |
| Phoenix Film Critics Society                  | 19. prosince 2017  | Nejlepší kamera                                     | Tobias A. Schliessler                                                                 | nominace          |
| Phoenix Film Critics Society                  | 19. prosince 2017  | Nejlepší kostýmy                                    | Jacqueline Durran                                                                     | vítězství         |
| Phoenix Film Critics Society                  | 19. prosince 2017  | Nejlepší výprava                                    | Sarah Greenwood                                                                       | nominace          |
| Phoenix Film Critics Society                  | 19. prosince 2017  | Nejlepší filmová píseň                              | „Evermore“                                                                            | nominace          |
| Phoenix Critics Circle                        | 16. prosince 2017  | Nejlepší vizuální efekty                            | Kráska a zvíře                                                                        | nominace          |
| Phoenix Critics Circle                        | 16. prosince 2017  | Nejlepší výprava                                    | Sarah Greenwood                                                                       | nominace          |
| Publicists Guild Awards                       | 2. března 2018     | Nejlepší film                                       | Kráska a zvíře                                                                        | nominace          |
| San Diego Film Critics Society                | 11. prosince 2017  | Nejlepší výprava                                    | Sarah Greenwood                                                                       | nominace          |
| San Diego Film Critics Society                | 11. prosince 2017  | Nejlepší vizuální efekty                            | Kráska a zvíře (remíza s filmem Dunkerk)                                              | 2. místo místo    |
| San Diego Film Critics Society                | 11. prosince 2017  | Nejlepší kostýmy                                    | Jacqueline Durran (remíza s Markem Bridgesem)                                         | vítězství         |
| San Diego Film Critics Society                | 11. prosince 2017  | Nejlepší použití hudby                              | Kráska a zvíře                                                                        | nominace          |
| Satellite Awards                              | 10. února 2018     | Nejlepší kostýmy                                    | Jacqueline Durran                                                                     | nominace          |
| Seattle Film Critics Society                  | 18. prosince 2017  | Nejlepší kostýmy                                    | Jacqueline Durran                                                                     | nominace          |
| St. Louis Film Critics Association            | 17. prosince 2017  | Nejlepší výprava                                    | Sarah Greenwood                                                                       | nominace          |
| St. Louis Film Critics Association            | 17. prosince 2017  | Nejlepší vizuální efekty                            | Kráska a zvíře                                                                        | nominace          |
| Teen Choice Awards 2017                       | 13. srpna 2017     | Fantasy                                             | Kráska a zvíře                                                                        | vítězství         |
| Teen Choice Awards 2017                       | 13. srpna 2017     | Herec: Fantasy                                      | Dan Stevens                                                                           | nominace          |
| Teen Choice Awards 2017                       | 13. srpna 2017     | Herečka: Fantasy                                    | Emma Watson                                                                           | vítězství         |
| Visual Effects Society Awards                 | 13. února 2018     | Nejlepší virtuální kamera                           | Shannon Justison, Casey Schatz, Neil Weatherley a Claire Michaud                      | nominace          |
| Washington D.C. Area Film Critics Association | 8. prosince 2017   | Nejlepší výprava                                    | Sarah Greenwood                                                                       | nominace          |
| Washington D.C. Area Film Critics Association | 8. prosince 2017   | Nejlepší zachycení pohybu                           | Dan Stevens                                                                           | nominace          |
| Women Film Critics Circle                     | 17. prosince 2017  | Nejlepší rodinný film                               | Kráska a zvíře                                                                        | nominace          |